# Griechisches Waisenhaus Prinkipo

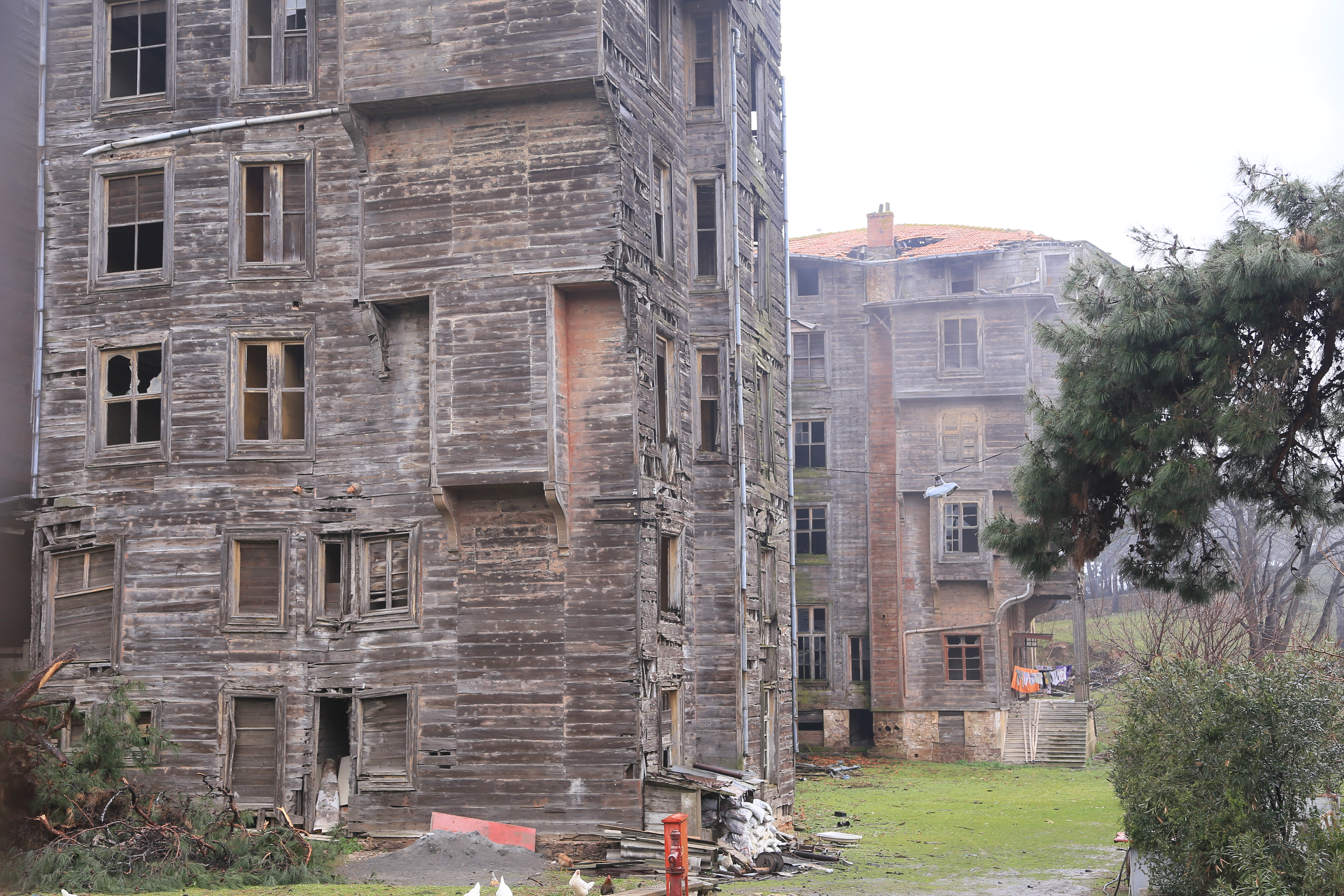
Im Vordergrund ein Seitenrisalit mit Erkern, im Hintergrund der Mittelrisalit

Das Griechische Waisenhaus Prinkipo (türkisch Prinkipo Rum Yetimhanesi; griechisch (Ελληνορθόδοξο) Ορφανοτροφείο της Πριγκήπου (n. sg.), auch Prinkipo-Palast oder Griechisches Waisenhaus Büyükada) ist ein historisches Gebäude auf der türkischen Insel Büyükada. Mit 20.000 Quadratmetern Nutzfläche ist es das größte Gebäude aus Holz in Europa und das zweitgrößte der Welt. Von 1903 bis 1964 war es ein Waisenhaus. Im Lauf der Zeit lebten mehr als 5.800 Waisen in dem Heim.

## Lage
Das Bauwerk liegt auf einer Anhöhe in einem Pinienwald auf der türkischen Insel Büyükada, die zu den Prinzeninseln im Marmarameer vor Istanbul gehört.

## Geschichte

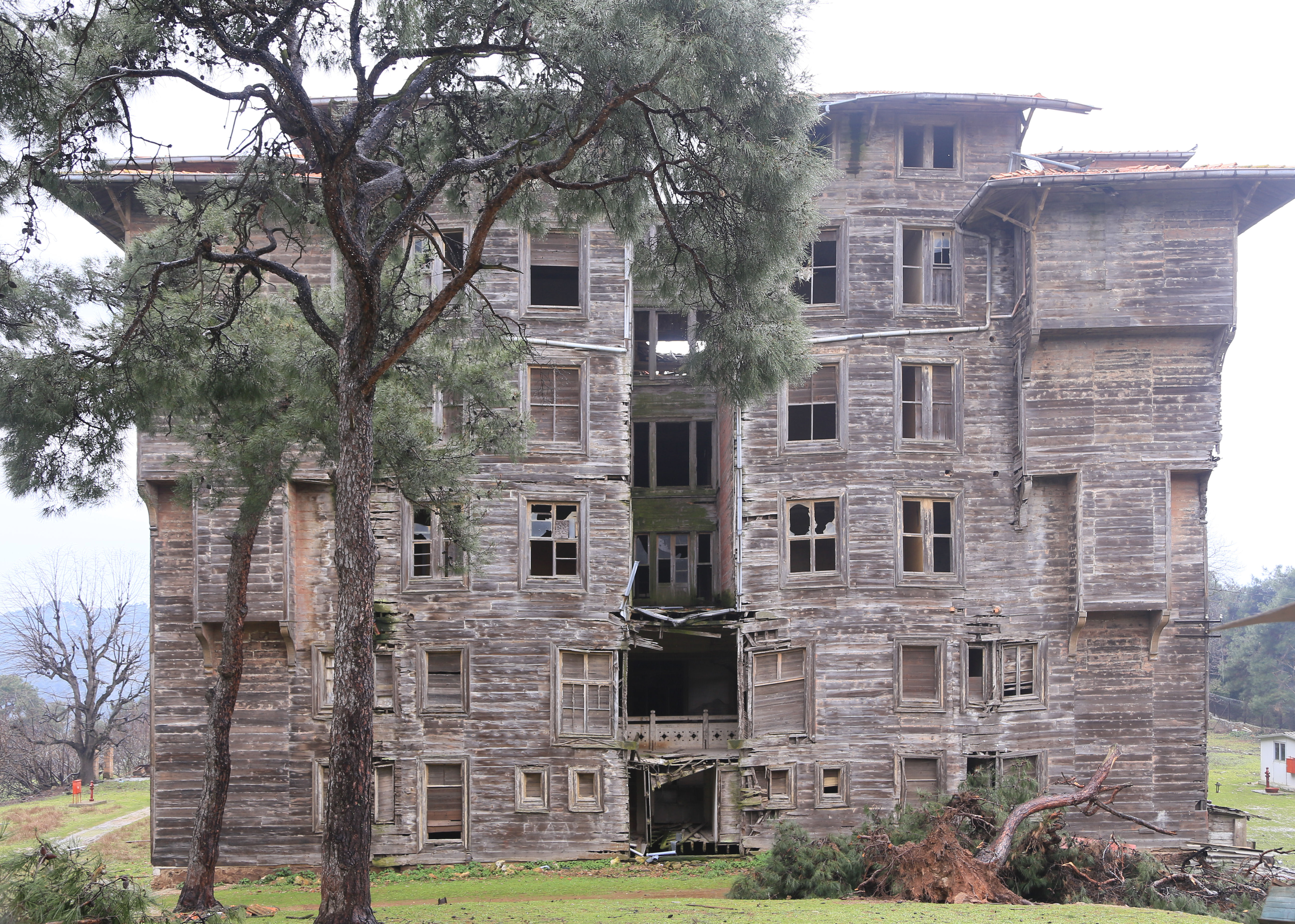
Seitenansicht

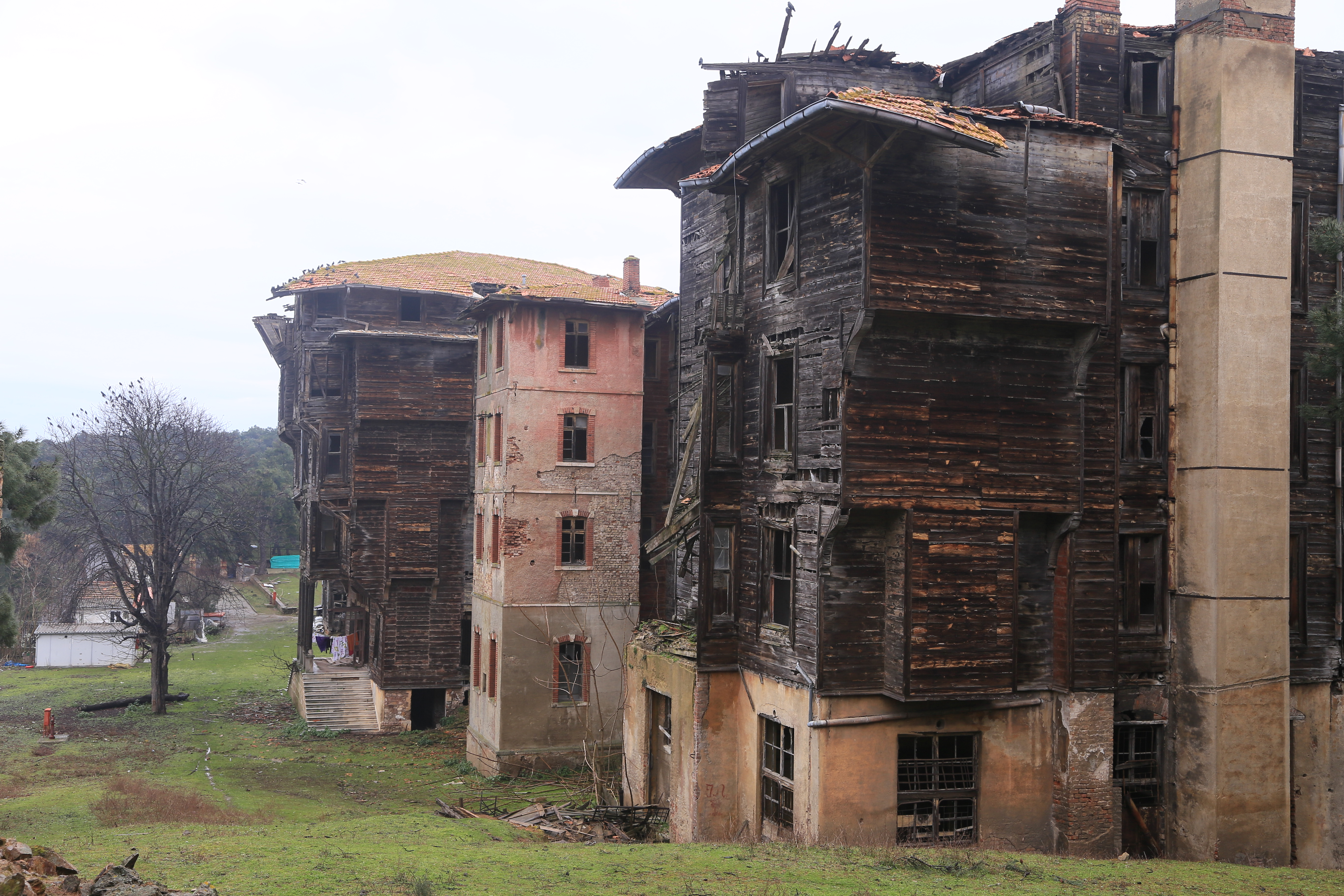
Das Gebäude war 2015 in desolatem Zustand

Das Gebäude wurde zwischen 1898 und 1903 von dem französisch-osmanischen Architekten Alexandre Vallaury als Luxushotel und Casino erbaut. Der Prinkipo-Palast entstand für die Compagnie Internationale des Wagons-Lits, die den Orient-Express betrieb. Das Unternehmen erhielt allerdings keine Konzession, da Sultan Abdülhamid II. Glücksspiel als unmoralisch ansah. Im Jahr 1903 wurde das Gebäude an eine griechische Bankiersfamilie verkauft, die es dem Ökumenischen Patriarchat von Konstantinopel schenkte, das es als Waisenhaus nutzte. Am 21. April 1964 wurde das Waisenhaus während der ersten Zypernkrise von der staatlichen Stiftungsverwaltung (Vakıflar Genel Müdürlüğü) aus „Hygienegründen“ geschlossen. Im Jahr 1997 wurde der Besitz von der Republik Türkei beschlagnahmt.
Nach der Schließung stand das Gebäude leer und war zunehmend dem Verfall preisgegeben. Im Jahr 1980 wurde das Haus bei einem Feuer außerdem schwer beschädigt. Die griechische Gemeinde der Türkei forderte schon früh eine Rückgabe des ehemaligen Waisenhauses, was die türkische Regierung ablehnte. Im Jahr 2003 übermittelte das Patriarchat von Konstantinopel alle nötigen Dokumente an das oberste Verwaltungsgericht der Türkei und klagte auf eine Herausgabe des Besitzes. Das Verwaltungsgericht verwarf die Klage mit dem Argument, dass das Haus nicht mehr als Waisenhaus genutzt werde und damit die Beschlagnahme rechtmäßig sei. Das türkische Recht gestehe dem Staat eine Beschlagnahmung zu, wenn eine Stiftung mehr als zehn Jahre nicht mehr genutzt werde. Die staatliche Stiftungsverwaltung könne dann den Besitz konfiszieren. Im Jahr 2004 erwähnte der Fortschrittsbericht zum EU-Beitritt der Türkei den Fall.
Im Jahr 2005 zog das griechisch-orthodoxe Patriarchat vor den Europäischen Gerichtshof für Menschenrechte. Drei Jahre später fällte das Gericht ein einstimmiges Urteil, das die Beschlagnahme als unrechtmäßig verurteilte. Im Jahr 2010 verurteilte ein weiteres Gericht die Türkei zur Rückgabe und zu einer Kompensationszahlung von 26.000 Euro.
Im Jahr 2012 gab der türkische Staat das ehemalige Waisenhaus an das Patriarchat von Konstantinopel zurück. Dieses beschwerte sich über den Zustand und stellte klar, dass es eine Sanierung nicht leisten könne. Gutachten hatten bestätigt, dass die Herrichtung 65 Millionen Euro kosten würde.
Im Jahr 2018 erbat der Ökumenische Patriarch von Konstantinopel Bartholomäus I. die Hilfe des türkischen Staates zur Rettung des Gebäudes.
2023 wurde mit Renovierungsarbeiten begonnen.

## Architektur
Das Gebäude mit Stilelementen der Belle Époque und spätosmanischer Architektur ist das größte Holzbauwerk Europas und nach dem buddhistischen Tōdai-ji-Tempel das zweitgrößte der Welt. Es ist mehr als 100 Meter lang und sechs Stockwerke hoch und erstreckt sich von Nordosten nach Südwesten. Der lang gestreckte Gebäuderiegel ist streng symmetrisch und besitzt neben einem Mittelrisalit auch zwei Seitenrisalite. Im Waisenhaus waren auf 20.000 Quadratmetern 206 Räume, eine Küche, eine Bibliothek, eine Grundschule und Ausbildungswerkstätten untergebracht. Hier lebten gleichzeitig bis zu 1000 Waisenjungen.

## Gefährdung
2012 wurde das Bauwerk vom World Monuments Fund als gefährdet eingestuft. Im April desselben Jahres wurde von dem Patriarchat angekündigt, dass das Haus in den kommenden Jahren restauriert wird und dann einer Umweltorganisation zur Verfügung stehen solle.
Im Jahr 2018 setzen der europäische Denkmalschutzverbund Europa Nostra und die Europäische Investitionsbank das Bauwerk auf die Liste der am stärksten gefährdeten Kulturdenkmäler Europas.